# 桑迪 (佛羅里達州)
桑迪（英語：Sandy）是位於美國佛羅里達州馬納提縣的一個非建制地區。該地的面積和人口皆未知。

## 地理
桑迪的座標為27°16′25″N 82°06′56″W / 27.27361°N 82.11556°W，而該地的平均海拔高度為18米（即59英尺）。